# Elena Peters
Elena Peters (Sankt Vith, 27 oktober 1991) is een Belgisch Duitstalig politica voor Vivant.

## Biografie
Peters studeerde in 2010 af aan de middelbare school Maria-Goretti in Sankt Vith en werkte daarna zes maanden lang als au pair in Australië. Nadien ging ze aan de slag als bediende in de privésector.  
In 2019 werd ze actief binnen de sociaal-libertaire, ecologisch gezinde en systeemkritische partij Vivant. Peters was voor het eerst kandidaat bij de Duitstalige Gemeenschapsverkiezingen van mei 2019, maar werd niet verkozen. In juni 2024 raakte ze vanop de tweede plaats van de Vivant-lijst wel verkozen en sindsdien zetelt Elena Peters in het Parlement van de Duitstalige Gemeenschap.